# Sacapuntas

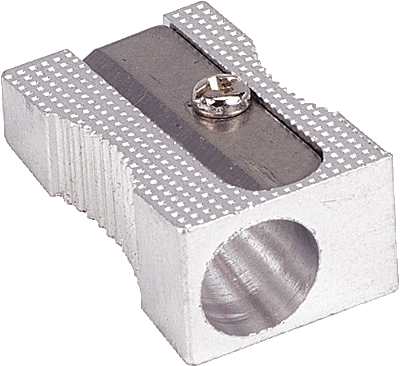
Sacapuntas portátil

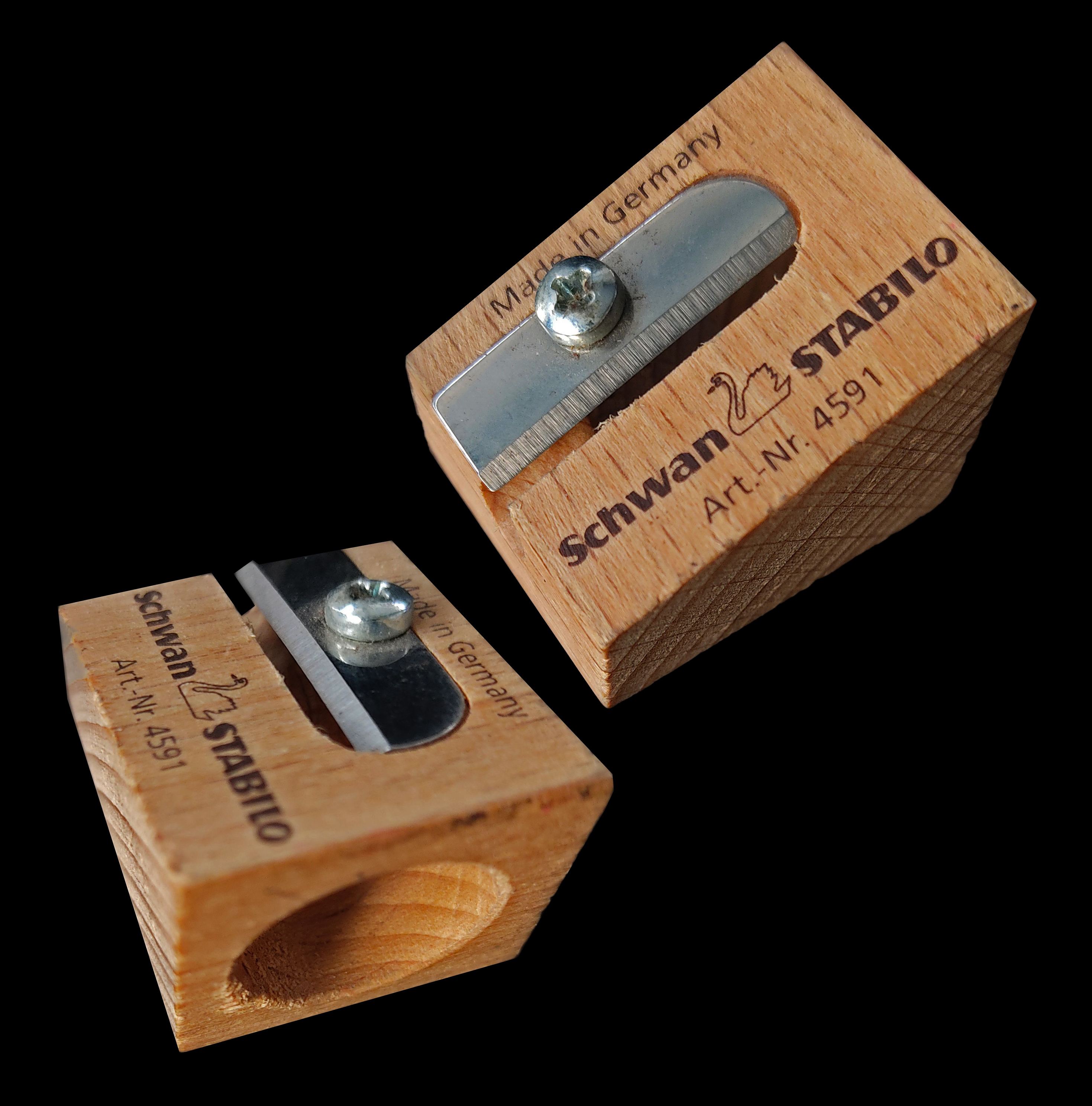
Sacapuntas ecológico de madera.

Un sacapuntas, afilalápices, tajalápiz, tajador, afilador o afila es la herramienta que se utiliza para afilar la madera y la punta de grafito destinada a escribir de un lápiz cuando ésta se ha engrosado por el uso o cuando el lápiz es nuevo. Es indispensable cuando se trata de dar calidad a la escritura ya que frecuentemente se engrosa la punta del lápiz con el uso. Existen sacapuntas de varios tipos y tamaños que corresponden con el grosor de los diferentes tipos de lápices. Existe, también, un gran proceso técnico proceso técnico para la elaboración de cada uno de éstos productos.

## Historia

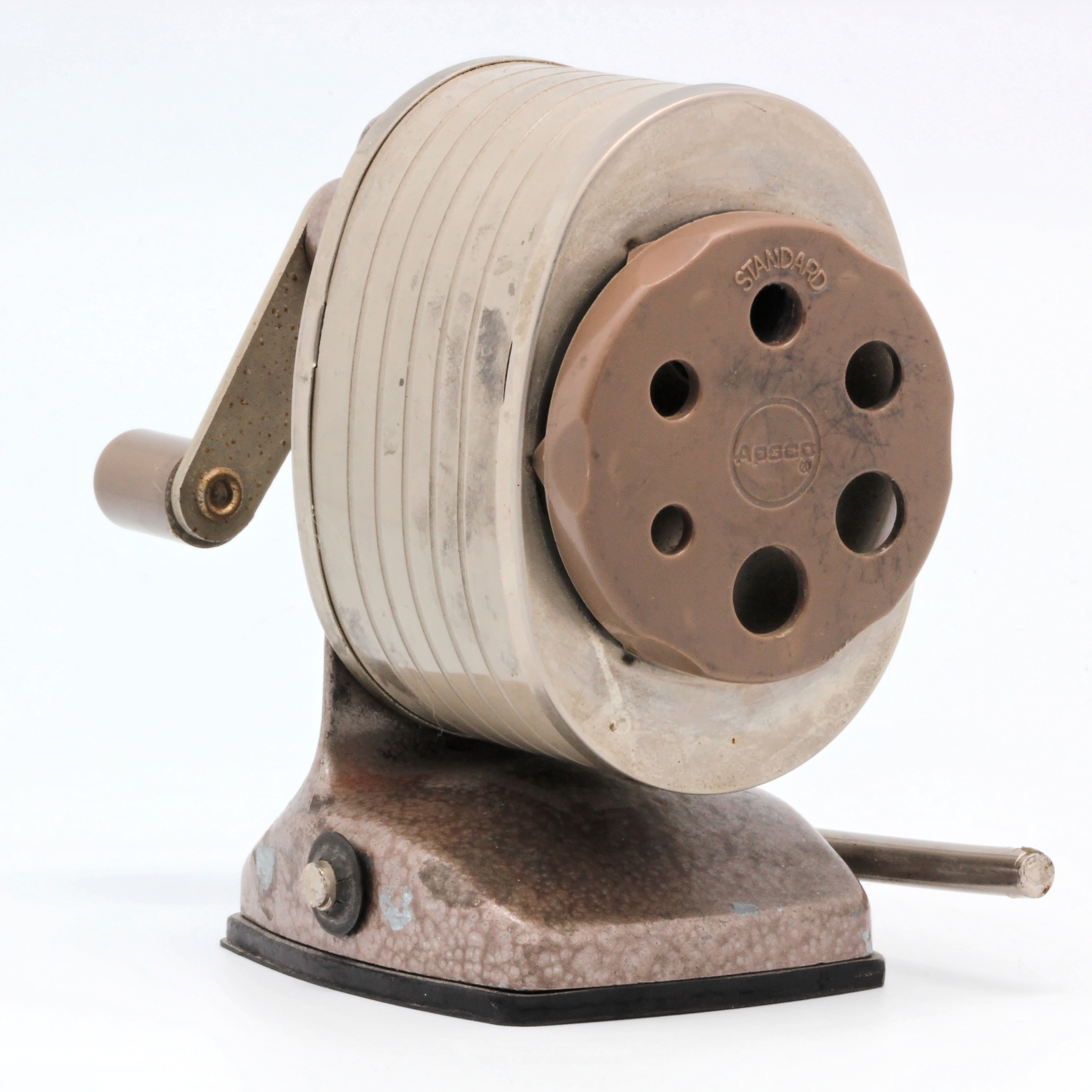
Sacapuntas Apsco Vacuhold.

Antiguamente los lápices eran afilados por medio de cuchillos o navajas. Luego los sacapuntas hicieron esta tarea mucho más fácil y dieron un resultado más uniforme y bueno para escribir con la mina, dibujar o cualquier utilidad del lápiz. Algunos tipos especializados, tales como el lápiz de un carpintero todavía se afilan con cuchillo, debido a su forma plana. Bernard Lassimone, matemático francés, solicitó la primera patente (patente francesa # 2444) para los sacapuntas de lápiz en 1828. En 1847, Therry des Estwaux inventó el sacapuntas de lápiz manual.

## Tipos

### Sacapuntas portátil de mano
Es el más económico común y pequeño con no más de 25 milímetros de tamaño y no tiene ninguna pieza móvil. Consta de una cuchilla atornillada a una cubierta de plástico o metal que incluye un agujero por donde se introduce el lápiz que se quiere afilar. Estos sacapuntas pueden ser sencillos o estar incluidos en un plástico (envase) destinado a contener las virutas que se generan durante el proceso de sacar punta al lápiz.
Los sacapuntas de este tipo tienen el aspecto que se muestra en la ilustración, con un solo orificio o con dos orificios y cuchillas para dos grosores diferentes de lápices. Los sacapuntas con cubierta de plástico tienen muy diversas formas: redonda, hexagonal, de corazón, de animalito, elípticos, trampa, etc.
Aunque esta operación es sencilla de realizar, es importante estar atento de cuánta punta se ha sacado a fin de no quebrar la punta del lápiz y observar el grado de afinamiento que se desea emplear. Las personas que sacan punta atropelladamente, sin prestar atención, quiebran muy frecuentemente las puntas de sus lápices, disminuyendo así la vida útil de los mismos.

### Sacapuntas fijo de manivela

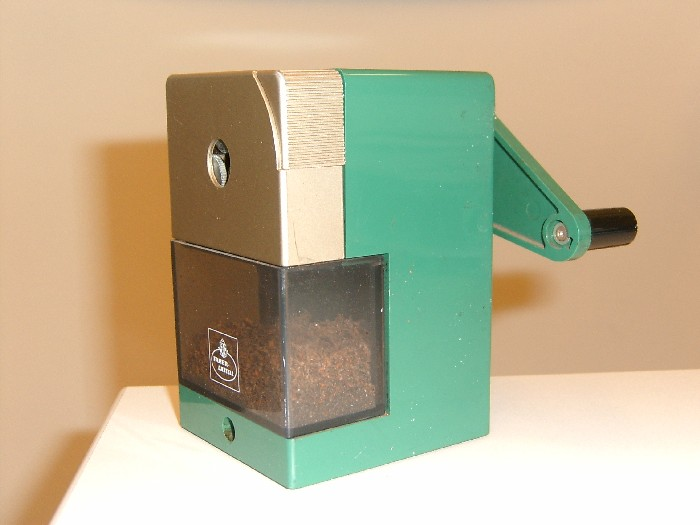
Sacapuntas de manivela.

Normalmente se encuentra fijo en un escritorio y es de metal o plástico. Incluye una manivela como parte principal para accionar el instrumento y en su interior contiene una o dos cuchillas cilíndricas que afilan el lápiz. La cubierta de estos sacapuntas constituye un depósito para las virutas del lápiz que necesita ser vaciada periódicamente. 
Para usarlo, se introduce el lápiz en la abertura con una distancia adecuada con la que se desea afilar el lápiz y se inicia a dar vueltas a la manivela en sentido de las manecillas del reloj, esto rota el sistema de cuchillas cilíndricas colocadas dentro del mecanismo en cierto ángulo una respecto a la otra consiguiendo así afilar rápidamente el lápiz.
Mientras se está afilando el lápiz, se percibe duro el accionar de la manivela el cual se afloja al poco tiempo una vez que ha quedado afilado el lápiz, pudiendo entonces extraerlo para su uso. Acabando de sacar punta, conviene tirar la viruta del contenedor en el bote de basura. Es bueno mencionar que la viruta que queda como residuo es muy distinta a la que queda con el sacapuntas portátil, pues queda en forma de delgadas espirales.
Estos sacapuntas afilan muy uniformemente, en forma cónica perfecta, la parte de madera del lápiz, dando así mucha mayor comodidad a la escritura, pero llega a quedar la punta, la cual debe afinarse posteriormente con un sacapuntas portátil de mano.
Debido a la enorme popularización del sacapuntas portátil de mano, casi no se usan los de este tipo en la actualidad. motivo por el cual están por quedar en desuso
Este tipo de sacapuntas fue durante mucho tiempo el estándar en oficinas, escuelas, y bibliotecas antes de que los sacapuntas portátiles llegaran a ser muy comunes, pero toda su estructura era de metal a diferencia de los actuales con armazón de plástico y todavía se encuentran en algunos de estos sitios los antiguos sacapuntas de manivela metálicos.

### Sacapuntas eléctrico

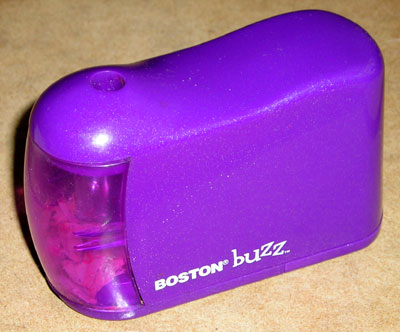
Sacapuntas con batería.

Tiene un motor eléctrico en su interior que hace girar las cuchillas que afilan el lápiz. Para accionarlo, simplemente se introduce el lápiz en el orificio destinado para tal efecto y retirarlo cuando se considera que el lápiz ha quedado afilado. Funcionan con el mismo principio que los fijos de manivela, pero las cuchillas se hace rotar por un motor eléctrico, terminando el afilado tan pronto se saca el lápiz del aparato. Algunos sacapuntas de lápiz eléctricos son accionados por pilas, lo que facilita su portabilidad y facilita su uso. Este tipo de sacapuntas se usan en oficinas y escuelas (no apto para menores de 12 años).